# Wólka Okrąglik
Wólka Okrąglik – wieś w Polsce położona w województwie mazowieckim, w powiecie sokołowskim, w gminie Kosów Lacki. Ma status sołectwa. Miejscowość jest oddalona około 2 km od byłego obozu zagłady w Treblince, położona na terenie Nadbużańskiego Parku Krajobrazowego.
| SIMC    | Nazwa   | Rodzaj    |
| ------- | ------- | --------- |
| 0676507 | Sołdany | część wsi |

W latach 1975–1998 miejscowość administracyjnie należała do województwa siedleckiego. Na terenie miejscowości znajduje się murowana kapliczka, z drewnianą rzeźbą Jana Nepomucena. Jest to najprawdopodobniej najstarszy obiekt we wsi. Obecnie na terenie wsi znajduje się Szkoła Podstawowa im św. Franciszka Patrona Ekologów, kaplica pod wezwaniem Męczenników Podlaskich oraz remiza Ochotniczej Straży Pożarnej.
Wierni kościoła rzymskokatolickiego należą do parafii Trójcy Przenajświętszej i św. Anny w Prostyni.

## Historia
Wieś była wzmiankowana w Słowniku geograficznym Królestwa Polskiego. W 1827 wieś zamieszkiwało 163 mieszkańców i liczyła 19 domów. W 1865 dobra Wólka Okrąglik oddzielono od dóbr Kossów. Wólka Okrąglik składała się z folwarków: Wólka Okrąglik, Guty, Sołdany, Maryanka i Majdan.